# Rudolf Fickeisen
Rudolf Fickeisen (ur. 15 maja 1885 w Trippstadt, zm. 22 lipca 1944 w Ludwigshafen) – niemiecki wioślarz, złoty medalista olimpijski.
Wystąpił na igrzyskach olimpijskich w Sztokholmie w 1912, gdzie niemiecka osada Ludwigshafener Ruder Verein w składzie: Albert Arnheiter, Hermann Wilker, Rudolf Fickeisen, Otto Fickeisen i Otto Maier (sternik) zdobyła złoty medal w czwórkach ze sternikiem. Był to jego jedyny start olimpijski.
Należał do czołówki niemieckich wioślarzy przed I wojną światową, zdobywał między innymi mistrzostwo kraju w czwórkach bez sternika w latach 1906-1907.
Jego starszy brat, Otto Fickeisen, także był wioślarzem.